# Ravier (plat)

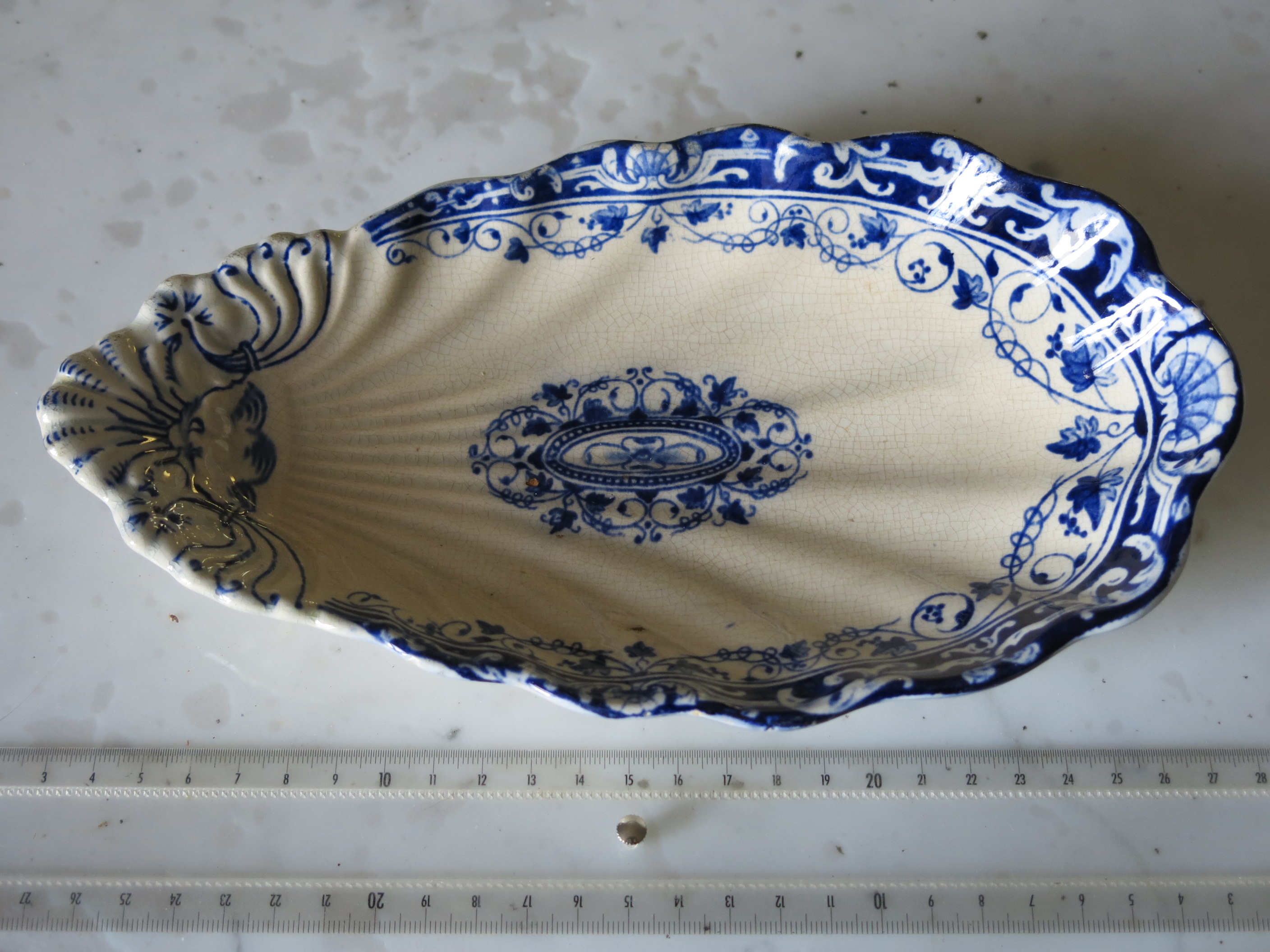
Ravier de service de style Louis XV

Un ravier est un petit plat oblong peu profond où l’on sert des hors-d’œuvre et notamment des radis d'où son nom . Il est en général de forme rectangulaire ou elliptique avec une longueur de 20 cm environ.
Il peut aussi être utilisé pour présenter des amuse-gueules ou des biscuits à apéritifs 
Il ne doit pas être confondu avec le ramequin qui est utilisé pour la cuisson au four ou au bain-marie et qui est souvent de forme ronde.

## Étymologie
Le mot ravier vient de l’ancien français ravene (=raifort), lui-même issu du latin raphanus (=radis noir).